# Un crime (film, 1993)
Pour les articles homonymes, voir Un crime.
Pour plus de détails, voir Fiche technique et Distribution.
Un crime est un film français réalisé par Jacques Deray en 1993.

## Synopsis
Un célèbre avocat lyonnais parvient à innocenter un jeune homme accusé de parricide. La nuit même de sa remise en liberté, celui-ci lui avoue qu'il est bien un criminel.

## Fiche technique
- Titre : Un crime
- Réalisation : Jacques Deray
- Scénario et dialogues : Jacques Deray, Jean Curtelin et Alain Delon, d'après le roman Le Dérapage de Gilles Perrault
- Photographie : Robert Fraisse
- Musique : Frédéric Botton
- Décors : Jacques Dugied
- Costume : Jean-Daniel Vuillermoz
- Durée : 83 minutes
- Date de sortie : 4 août 1993

## Distribution
- Alain Delon : maître Charles Dunand
- Manuel Blanc : Frédéric Chapelin-Tourvel
- Sophie Broustal : Franca Miller
- Maxime Leroux : Lucien Butard, le concierge
- Francine Bergé : l'épouse de maître Dunand
- Jean-Claude Caron : M. Chapelin-Tourvel
- Amélie Prévost : Mme Chapelin-Tourvel
- Jean-Marie Winling : l'avocat général
- Pierre Bianco : le président du tribunal
- Jean-Paul Comart : l'assistant de maître Dunand
- Christel Carteron : Bénédicte, l'assistante de maître Dunand

## Production

### Lieux de tournage
Le film a été tourné à :
- Lyon :
  - quais de Saône
  - cathédrale Saint Jean & basilique de Fourvière
  - cour d'assises
  - pont Lafayette
  - pont Wilson
  - pont de la Guillotière
  - hôtel la Cour des Loges
  - passerelle Saint Vincent
  - prison Saint Paul
  - Hôtel-Dieu
  - place Bellecour
  - pont Bonaparte
  - tunnel de la Croix-Rousse